# Прњавор Мали (Бања Лука)
Прњавор Мали (Мали Прњавор) је насељено мјесто на подручју града Бање Луке, Република Српска, БиХ. До 2011. године, ово насељељено мјесто је у цјелости припадало мјесној заједници Сарачица. Формирањем мјесне заједнице Чокорска поља, од 2011. године, дио Прњавора Малог припада овој новоформираној МЗ, док је други дио остао у МЗ Сарачица.

## Становништво
|             | 2013.        | 1991.        | 1981.        | 1971.        |
| Укупно      | 379 (100,0%) | 309 (100,0%) | 350 (100,0%) | 425 (100,0%) |
| Срби        | 367 (96,83%) | 276 (89,32%) | 294 (84,00%) | 394 (92,71%) |
| Непознато   | 6 (1,583%)   | –            | –            | –            |
| Хрвати      | 4 (1,055%)   | 4 (1,294%)   | 6 (1,714%)   | 23 (5,412%)  |
| Остали      | 2 (0,528%)   | 12 (3,883%)  | 4 (1,143%)   | 4 (0,941%)   |
| Југословени | –            | 17 (5,502%)  | 46 (13,14%)  | –            |
| Албанци     | –            | –            | –            | 4 (0,941%)   |